# Cotinga-da-neve
Cotinga-branca ou cotinga-nívea (Carpodectes nitidus) é uma espécie de ave da família Cotingidae.
Pode ser encontrada nos seguintes países: Costa Rica, Honduras, Nicarágua e Panamá.
Os seus habitats naturais são: florestas subtropicais ou tropicais húmidas de baixa altitude e florestas secundárias altamente degradadas.